# Авенаріус Михайло Петрович
Авенаріус Михайло Петрович (нар. 7 (19) вересня 1835 — 4 (16) вересня 1895) — фізик, член-кореспондент Петербурзької АН з 1876 року, метеоролог, кліматолог. У 1865—1891 роках працював у Київському університеті. У 1875 році створив першу в Україні лабораторію експериментальної фізики. Праці з молекулярної фізики та термоелектрики.

## Життєпис
Народився в Царському Селі. Походив з відомої зросійщеної німецької родини. Після закінчення Петербурзького університету в 1858 зі ступенем кандидата математичних наук два роки викладав математику в Другій петербурзькій гімназії. У 1862—1864 роках перебував у закордонному відрядженні для підготовки магістерської дисертації. Магістр Авенаріус два роки практикувався у Магнуса в Берліні (вивчав термоелектрику) та у Кірхгофа в Гейдельберзі.
Захистивши магістерську дисертацію на тему «Про термоелектрику»у 1865 — 1891 роках працював у Київському університеті, з 1866 року після захисту докторської дисертації — професором. Після захисту докторської дисертації «Про електричні відмінності металів при різних температурах» у 1866 році призначається екстраординарним, а з 1867 року ординарним професором. 1869—1890 роках завідувач кафедри фізики. У 1865-1885 роках обіймав посаду директора Метеорологічної обсерваторії при Університеті Святого Володимира. У 1891 році здобув звання заслуженого професора. Активно займався науковими дослідженнями, керував фізичною лабораторією університету, завідував Метеорологічною обсерваторією, вів підготовку наукових кадрів. Викладав експериментальну фізику, метеорологію, фізичну географію, спеціальні курси механічної теорії тепла (термодинаміки), теорії електрики та магнетизму, оптики.

## Фізичні дослідження
Досліджував магнітне поле Землі, термоелектричні явища, захоплювався електротехнікою. Вивчав властивості рідин і їх пари при зміні температури і тиску. Найбільший інтерес становлять його дослідження з молекулярної фізики, теплового розширення тіл і критичної температури речовин. Четверту частину даних щодо критичних температур у «Фізичних таблицях» Ландольта — Берштейна (1894) одержано в лабораторії М. П. Авенаріуса. Першим вказав на те, що в критичній точці прихована теплота випаровування дорівнює нулю. Вивів формулу залежності термоелектрорушійної сили від температури спаїв (закон Авенаріуса). Запропонував оригінальну систему розподілу змінних струмів (1880), які використовувалися для живлення свічок Яблочкова. Організував першу в Україні лабораторію експериментальної фізики (1875) та запровадив лабораторний практикум з фізики, якому передував його курс «Вступ до практичних занять з фізики». Зініціював нагородження студентів золотими і срібними медалями за найкращі наукові роботи у галузі фізики.

### Наукова школа
Фундатор київської школи фізиків-експериментаторів. Під керівництвом і за участі М. П. Авенаріуса наприкінці 80-х років XIX століття була сформована перша наукова школа експериментальної фізики у складі: О. І. Надєждіна, В. І. Зайночевського, О. Е. Страуса, К. М. Жука, І. І. Павловського, Каннегісера, Д'ячевського, Ейсмонта, Е. К. Шпачинського, О. В. Клоссовського, Й. Й. Косоногова та інш.

## Метеорологічні та кліматичні дослідження
Крім експериментальної й молекулярної фізики, викладав метеорологію, був першим в університеті завідувачем метеорологічної обсерваторії. М. П. Авенаріус добився матеріального заохочення спостерігачам, зміцнив матеріальну базу обсерваторії, розширив обсяг метеорологічних спостережень, створив школу метеорологів. Вивчав клімат Києва, розробляв методики проведення та опрацювання метеорологічних спостережень. Ініціатор вивчення сонячної радіації та атмосферної електрики в Україні.
Михайло Петрович — ініціатор створення при Київському університеті Товариства дослідників природи і його активний член.

## Нагороди
Вдосконалена Авенаріусом, система освітлення демонструвалася на Паризькій електротехнічній виставці у 1881 році, де отримала срібну медаль. Як учасника виставки і конгресу електриків Михайла Петровича відзначено найвищою нагородою Французької республіки — орденом Почесного Легіону.

## Твори
Автор понад 30 наукових праць. Основні праці:
1. О термоэлектричестве. — СПб.,1864;
2. Об электрических разностях металлов при различных температурах. — СПб., 1866.
3. Некоторые из результатов 12-летних наблюдений университетской обсерватории. — К., 1868.
4. Возможные приемы деления электрического света. // Журнал Русского физико-химического общества, 1881. Т. 13. Вып. 3.